# 아이디어 팩토리
아이디어 팩토리(Idea Factory, アイディアファクトリー株式会社)는 일본의 비디오 게임 개발사이자 배급사이다. 1994년 10월에 전 데이터 이스트 직원들이 설립했다. 오토메라는 이름의 오토메 게임을 만든 기업 부서가 있다.

## 배급한 게임
- 박살천사 도쿠로
- REC (만화)
- 아가레스트 전기
- BROTHERS CONFLICT
- 디아볼릭 러버즈
- NORN9 노른+노넷
- 박앵귀 ~신선조기담~
- 4여신 온라인 CYBER DIMENSION NEPTUNE

## 개발한 게임
- REC (만화)
- 히다마리 스케치
- 초차원게임 넵튠
- 신차원게임 넵튠 VII
- 신옥탑 메리스켈터
- 4여신 온라인 CYBER DIMENSION NEPTUNE